# Crunchy Black
Crunchy Black, de son vrai nom Darnell Carlton, est un rappeur américain né le 20 août 1977 à Memphis (Tennessee). Il est membre du groupe Three 6 Mafia de 1995 à 2006.

## Biographie
Darnell Carlton naît le 20 août 1977 à Memphis,,. Il rejoint le groupe Three 6 Mafia sous le pseudonyme Crunchy Black en 1995, peu avant la sortie de leur album Mystic Stylez.
Il quitte le groupe en 2006 suivant des désaccords financiers avec ses camarades DJ Paul et Juicy J, puis entame une carrière solo en septembre 2006 avec son premier album, On My Own,,.
En juillet 2012, il est victime d'une fusillade à Las Vegas. Il est touché à la tête et à la jambe,.
En 2013, il rejoint Da Mafia 6ix, un groupe formé de six anciens membres de Three 6 Mafia.
En 2014, il rejoint le supergroupe The Killjoy Club, formé de membres du Insane Clown Posse et de Da Mafia 6ix.
En décembre 2021, il rejoint à nouveau temporairement Three 6 Mafia afin de participer à l'émission Verzuz en duel contre Bone Thugs-N-Harmony.

## Style
Le style de Crunchy Black est très critiqué par XXL, qui le classe parmi les trois pires rappeurs de tous les temps et commente que « bien qu'il arrive à rapper sur le beat, il sonne très primitif ». AllMusic le classe au sein du rap hardcore.

## Influence
Selon Jean-Pierre Labarthe, Crunchy Black est une influence pour le rappeur Yelawolf.

## Vie privée
Il a un fils ainsi qu'une fille, Ashley Carter Richardson, qui meurt d'une fusillade à l'âge de 26 ans, le 28 août 2020 à Memphis,,.

## Affaire judiciaire
En 2014, il est arrêté pour violences domestiques et possession de stupéfiants. En janvier 2015, un mandat d'arrêt est lancé contre lui dans le Minnesota en conséquence de son absence à une audition au tribunal liée à cette affaire.
En avril 2015, il est arrêté à l'issue d'un contrôle à Las Vegas alors qu'il traverse un passage piéton lorsque le feu piéton est au rouge. La police le fouille et découvre de la méthamphétamine en sa possession. Il est arrêté pour possession d'une substance contrôlée, désobéissance aux dispositifs de contrôle de la circulation ainsi que pour deux mandats d'arrêt pour violences domestiques le visant.
Il est finalement condamné en mai 2015 à 30 mois de prison pour possession de drogue et à 6 mois de prison pour faits de violences domestiques.